# François Michel Le Tellier de Louvois
Pour les articles homonymes, voir Le Tellier et Louvois.
François Michel Le Tellier, marquis de Louvois, comte de Tonnerre, né le 18 janvier 1641 à Paris et mort le 16 juillet 1691 à Versailles, est un homme d'État français et l'un des principaux ministres de Louis XIV.

## Biographie

### Origines et famille

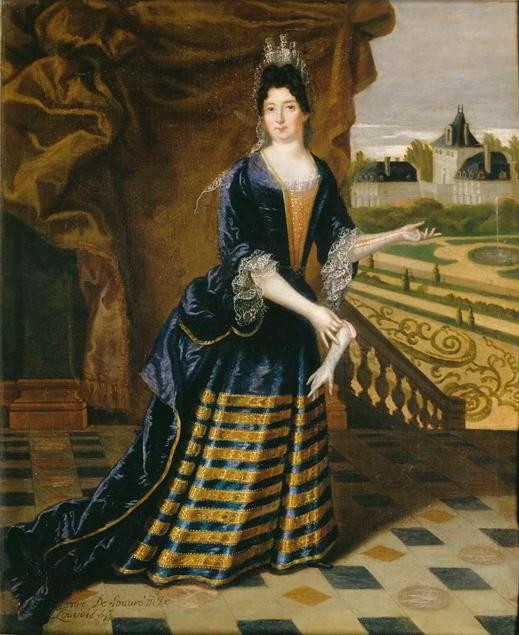
Anne de Souvré (portrait par Simon Dequoy au Château de Versailles).

François-Michel Le Tellier voit le jour dans une famille proche du pouvoir, alors que la France connaît une crise profonde, notamment avec les événements de la Fronde. Il est le fils du chancelier Michel Le Tellier, marquis de Barbezieux, et d'Élisabeth Turpin, fille de Jean Turpin, seigneur de Vauvredon, conseiller d'État.
Il épouse le 16 mars 1662 Anne de Souvré (1646-1715), marquise de Courtanvaux et de Messey, fille de Charles de Souvré, petite-fille de Jean II de Souvré et arrière-petite-fille du maréchal Gilles de Souvré. Née posthume, Anne de Souvré a été élevée dans la famille du second mari de sa mère Marguerite Barentin, Urbain II de Montmorency-Laval, marquis de Bois-Dauphin et de Sablé, le fils de la célèbre Madeleine de Souvré alias « Madame de Sablé ». Madeleine de Souvré était la sœur de Jean II de Souvré, la fille du maréchal Gilles et la grand-tante d'Anne de Souvré ; elle avait eu Urbain II de son mari Philippe-Emmanuel de Laval, fils du maréchal Urbain Ier de Laval-Bois-Dauphin ; Marguerite Barentin (1626-1704) avait épousé successivement les deux cousins germains Charles de Souvré en 1645 puis Urbain II de Laval en 1649, d'où postérité des deux mariages.

### Carrière politique
Son père lui obtient de la part de Louis XIV la transmission de sa charge de secrétaire d'État de la Guerre, alors qu'il n'a même pas quinze ans, le 14 décembre 1655. Il n'en fut le plein détenteur qu'en 1677 mais, dès le 24 février 1662 (soit à 21 ans), il est autorisé à exercer la charge en l'absence de son père et à assister celui-ci dans l'administration de la Guerre. On estime que vers 1670 il y joue le premier rôle. En 1672, il devient ministre d’État et entre au Conseil d'en haut. C'est lui qui découvrit l'existence du complot de Latréaumont en 1674, en pleine guerre de Hollande.
En 1668, il rachète la charge de surintendant général des postes, relais de France et de chevaucheurs de l'écurie du roi, et fonde en 1672, la ferme générale des postes.
Il intrigue contre Jean-Baptiste Colbert pendant l'« affaire des poisons » et, à la mort de ce dernier, obtient sa place de surintendant des Bâtiments, Arts et Manufactures de France (6 septembre 1683), ce qui lui permet de prendre en main la construction du château de Versailles.
En 1689, il convainc Louis XIV de la nécessité d'un second ravage du Palatinat.
Voltaire le décrit ainsi dans Le Siècle de Louis XIV, publié en 1751 : « Il fut plus estimé qu’aimé du roi, de la cour et du public ; il eut le bonheur, comme Colbert, d’avoir des descendants qui ont fait honneur à sa maison, et même des maréchaux de France. »
Louvois était, avant tout, passionnément attaché au service du roi et il n'hésitait jamais à lui sacrifier ses propres intérêts. C'est peut-être la seule fois sous l'Ancien Régime qu'un même personnage fut à la fois ministre d'État, Secrétaire d'État de la Guerre et surintendant des postes. Cela permet de comprendre la place particulière qu'occupe Louvois dans ses listes. Il eut la possibilité de faire de la Surintendance des postes un redoutable instrument politique.

## L'apogée de Louvois (1679-1691)
L'influence politique
Dans cette période, l'intimité du roi et de Louvois semble avoir atteint son plus haut niveau. Les deux hommes étaient liés par des souvenirs de jeunesse. Face à face, ils avaient leur franc-parler. Même s'ils ont commis des erreurs, ils ont eu en commun le souci des décisions bien étudiées, prudentes et raisonnables. Esprits cartésiens, ils procédaient par information, analyse et choix. Ils étaient durs et faisaient toujours taire leur sensibilité qui était réelle. Tout comme Louis XIV avant l'âge mûr, Louvois n'a pas toujours retenu ses larmes. Un énorme fossé toutefois les séparait. L'un était roi et maître de lui, comme il pensait qu'il devait l'être. L'autre était serviteur et servait avec passion l'État et le monarque qui personnifiait l'État. Cette passion sincère amenait parfois le serviteur à disputer avec le maître et le plus souvent à argumenter  pour le convaincre, comme Richelieu avait fait avec Louis XIII. Tantôt le roi se rendait aux avis de son ministre, tantôt ce dernier s'inclinait devant celui qui seul était responsable des destins de la France.
La disparition de Colbert (1683) donna l'impression que Louvois était devenu tout-puissant. Dans son Origine du pouvoir ministériel en France : les secrétaires d'État sous Louis XIV, Hélion de Luçay écrit :

« Louvois était parvenu à l'apogée de la puissance. Maître de la guerre et des bâtiments, les deux grandes passions de Louis XIV, il rencontrait dans le contrôleur général des finances un client au lieu d'un censeur et d'un adversaire. Charles Colbert de Croissy, isolé dans le Conseil d'en haut allait de plus en plus s'effacer et avec lui la diplomatie officielle pour céder entièrement le pas aux négociateur militaires. Enfin les Postes dont Louvois était surintendant depuis le 24 décembre 1668 lui fournissaient un fatal et sûr moyen d'étendre sur toutes choses son action, et la violation du secret fut même plusieurs fois entre ses mains une arme de guerre. En réalité, il se trouvait sur le pied d'un Premier ministre. Tout lui obéissait, tout dépendait de lui. »

André Corvisier, conclut sur l'apogée de Louvois : « Quoi qu'il en soit, la situation de celui-ci en 1689 semble moins assurée qu'en 1683. Louis XIV montrait bien qu'il était le maître. À côté des conseils, il donnait de plus en plus d'importance au « travail du roi », c'est-à-dire à l'étude en tête à tête avec chacun de ses principaux collaborateurs, des affaires qui étaient de leur ressort propre. Cette procédure qui permettait de préparer le travail du conseil d'en haut et allégeait celui-ci, était de nature à limiter l'influence particulière de tel ou tel ministre. Quelle qu'ait été son influence, Louvois ne fut jamais, même dans les années qui suivirent la mort de Colbert, une manière de Premier ministre. »

### Réorganisation de l'armée

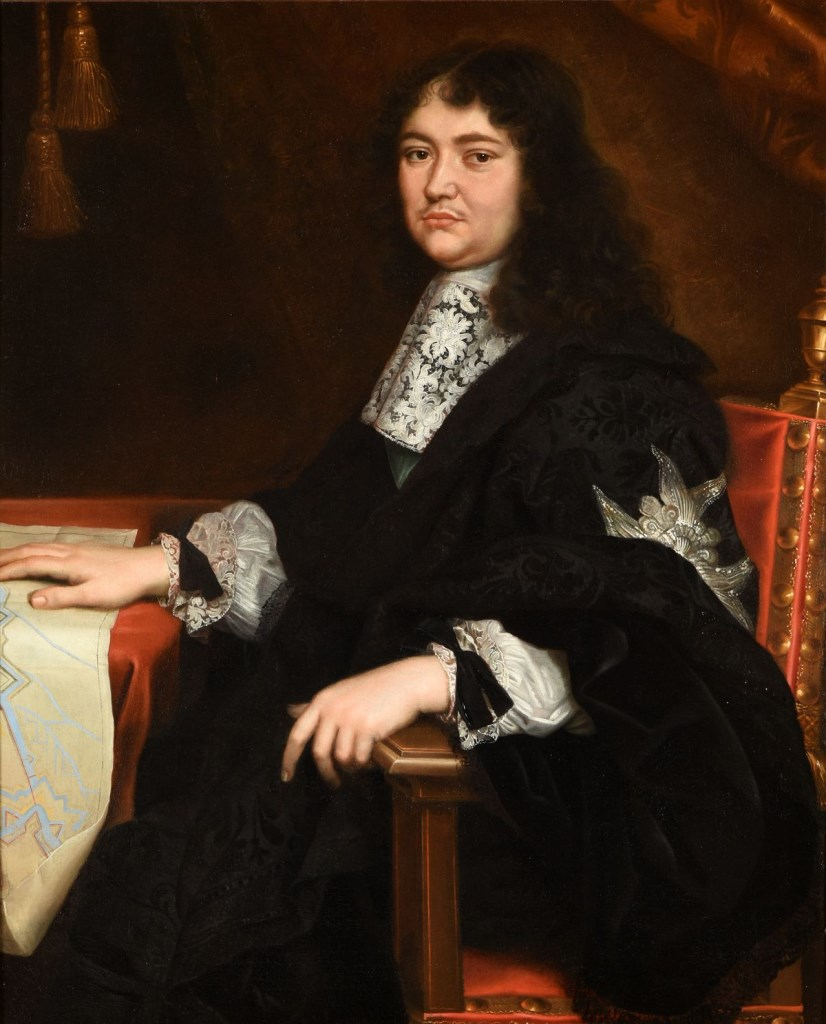
François-Michel Le Tellier, marquis de Louvois, peinture de Pierre Mignard, Musée des beaux-arts de Reims.

Hiérarchie et discipline furent les soucis constants de Louvois. Il ne put abolir la vénalité des grades de colonel et de capitaine : aussi les régiments restaient-ils propriétés de leurs officiers. Mais Louvois réprima les abus, sévissant contre l'absentéisme des officiers (en 1674 en pleine campagne, on vit encore des régiments presque sans officiers présents !). Il réprima aussi le pillage, lequel était généralement excusé par l'arriéré de solde et le retard du ravitaillement. Dans la même optique, il fonda, au nom de Louis XIV, l'hôtel des Invalides, dont il se fit lui-même directeur d'hôpital et administrateur général. Particulièrement attaché à cet immense complexe architectural, il souhaitait d'ailleurs y reposer à sa mort.
Il interdit aux soldats de se livrer à des exactions : jusqu'alors, les pillages militaires étaient tolérés, notamment pour compenser les retards dans le versement des soldes. Il ne fut guère apprécié des militaires. Ces derniers se méfiaient de ce grand commis de l'État qui se permettait de leur donner des ordres et n'hésitait pas à sévir contre l'absentéisme des officiers. Les officiers disposaient d'enveloppes pour payer et équiper les nouvelles recrues, mais ce système entraînait de nombreux abus. Certains supérieurs dotaient leurs hommes d'uniformes et de chaussures de mauvaise qualité et empochaient la différence. On usait du même stratagème avec la nourriture, achetée à vil prix. Dernière filouterie : les officiers n'hésitaient pas à gonfler artificiellement les effectifs placés sous leur commandement afin d'empocher le surplus de solde.
Louvois, travailla à donner au roi une armée efficace, par un entretien amélioré et une discipline plus rigoureuse, mais il voulut qu'elle soit plus supportable aux populations. Il ne fut jamais un militaire et resta avant tout un administrateur. Cependant, ce Robin et homme de Cour fut plus proche des militaires qu'on a pu le penser. Cela convenait à son tempérament brutal et à la dureté de son caractère. Aussi son nom reste-t-il attaché à l'histoire de l'armée française.

### Formation de l'armée moderne

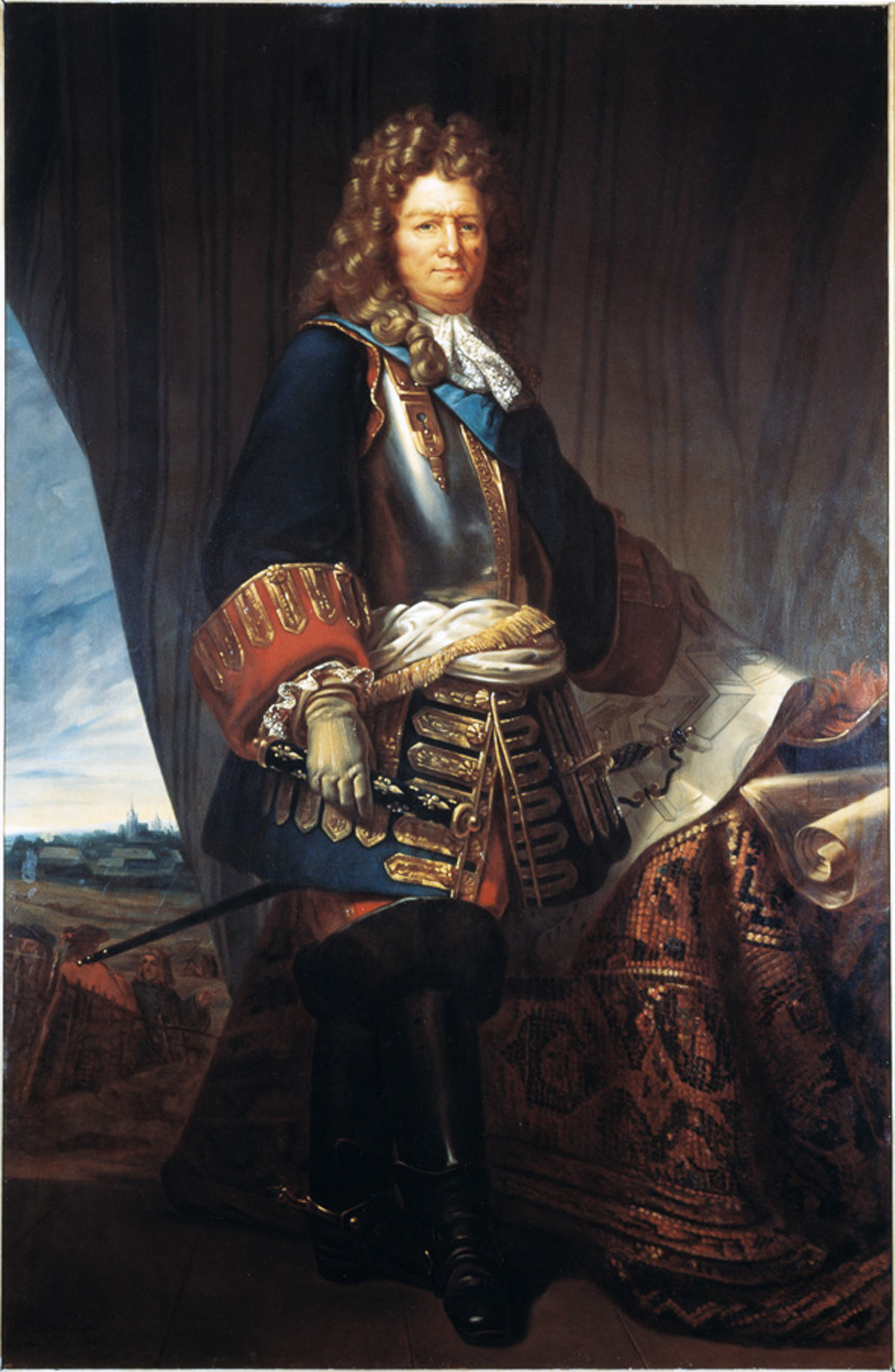
Sébastien Le Prestre de Vauban, Charles-Philippe Larivière.

#### Étape décisive
Bien des choses ont changé aux alentours de 1678. La France ayant dû faire face à une coalition continentale a été menacée d'une coalition générale, l'Angleterre n'étant pas une alliée sûre. Louis XIV, en attendant de pouvoir éventuellement profiter de la succession d'Espagne, a mis un terme à sa volonté de conquêtes. Avec Louvois et Vauban, dans le cadre de la « stratégie de cabinet » qui s'est instauré depuis 1674, le roi a opté pour une amélioration des frontières, les « Réunions ». Si la paix est troublée, la France connaît dix années sans guerre véritable, dix années de paix relative, ou Louvois a tout loisir de perfectionner l'armée en vue de la mission nouvelle qui lui est assignée : garder le territoire du royaume à l'abri d'une ceinture de fortifications, sans pour autant lui ôter ses capacités de manœuvre.
Triomphe de la prudence dans le domaine stratégique, prudence devenue plus que jamais indispensable avec la montée des périls accumulés par les réactions à la politique de Louis XIV, la délivrance de Vienne renforçant les Habsbourg, et la révolution d'Angleterre faisant passer ce pays aux mains d'un adversaire délibéré du roi. Quelques chiffres traduisent l'effort militaire réalisé en France pendant cette période de paix : l'armée réduite de moitié après la paix de Nimègue, il reste à entretenir 130 000 hommes environ contre 60 000 hommes entre la paix des Pyrénées et la guerre de Dévolution, et 95 000 hommes entre cette dernière et la guerre de Hollande.
En 1684, une augmentation assez sensible de l'armée se produit, à cause de la guerre contre l'Espagne. Cette augmentation sera maintenue, la victoire de l'empereur sur les Turcs incitant à ne pas relâcher l'effort. Quand éclate la guerre de la Ligue d'Augsbourg, les effectifs sont doublés dès 1688. Leurs total atteindra 387 520 hommes en 1690 (troupes de campagne et troupes de garnison), soit 100 000 hommes de plus que ceux atteints pendant la guerre de Hollande. L'augmentation du nombre et de la qualité des troupes font de l'armée la première activité nationale dans le royaume. Cela se traduit par la place qu'occupent les dépenses militaires dans le budget du roi. Avec 54 millions de livres en 1683, soit 47 % du total des dépenses, en comprenant 8 % pour les fortifications, l'armée vient loin devant la marine (9,5 %), la Cour (8,5 %) et les bâtiments royaux (6,27 %).

#### Dépenses militaires

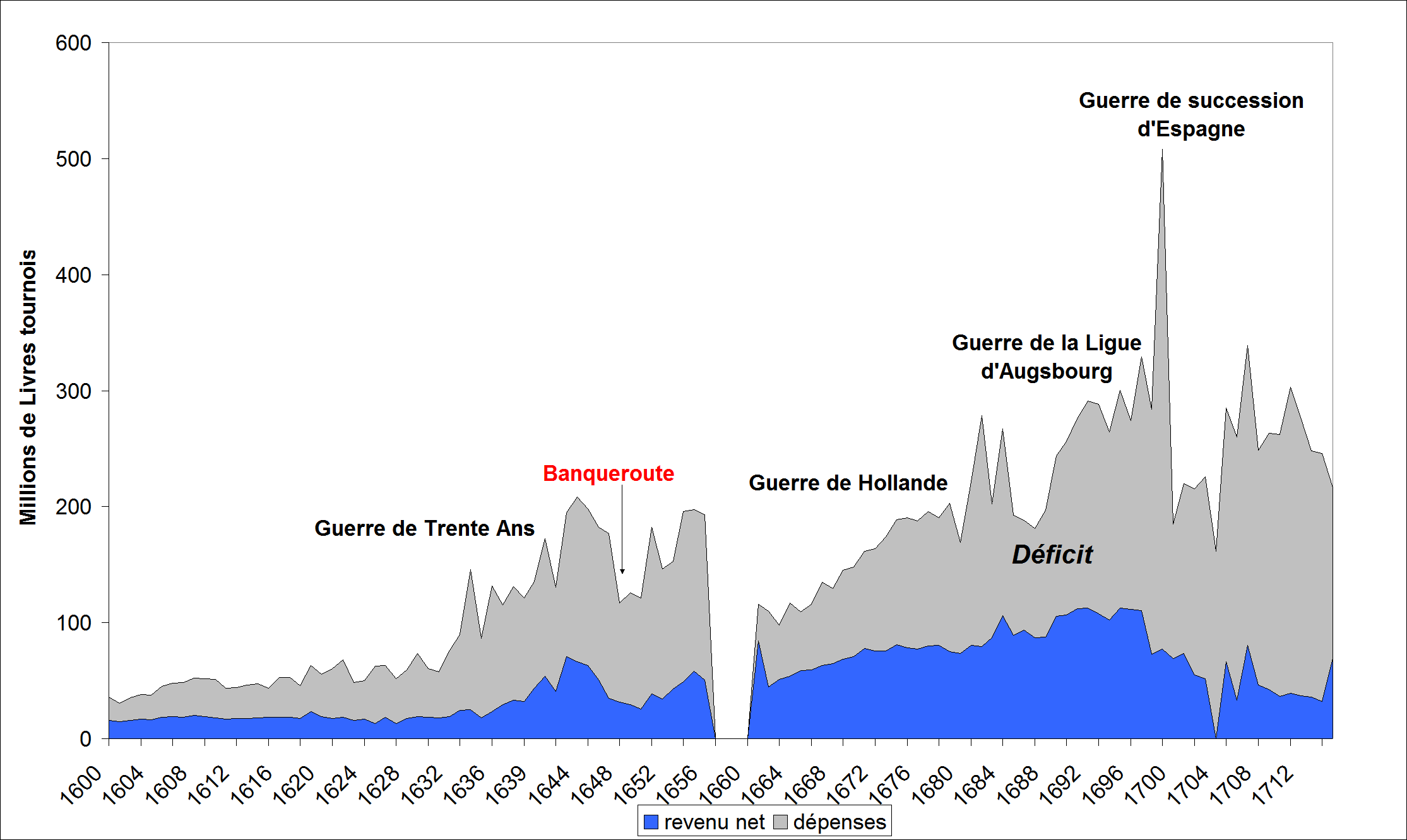
Évolutions des recettes et dépenses de la monarchie française de 1600 à 1715 en millions de livres tournois.

Louvois fut un ministre qui dépensa beaucoup, il le fit cependant sans gaspillage, il n'attendait pas le dernier moment pour solliciter l'argent dont l'armée avait besoin. Dans le Journal de Philippe de Courcillon de Dangeau, qui écrit après la mort de Louvois :

« On a trouvé à l'extraordinaire des guerres chez M. de Turménil un fonds de 15 000 000 Livres et chez M. de Touanne, un fonds de 3 000 000 Livres. Ce fonds de 18 000 000 avoit été amassé pour le roi par M. de Louvois, tant des contributions qu'on avoit tirées de Flandre, que des épargnes qu'on avoit faites, et cet argent étoit d'un grand usage pour le service du roi ; car ayant toujours cela d'avance, on étoit point embarrassé pour les dépenses extraordinaires des guerres qu'il falloit faire, soit pour les magasins, soit pour des sièges d'hiver, comme par exemple [sic], Mons. »

Le budget de la guerre et des fortifications passa de 47 % des dépenses du roi en 1683 à 51 % avec la guerre en 1687, 63 % en 1690, 71 % en 1691. Dans le même temps, les dépenses de la marine et des galères montaient de 9,5 % à 10 %, 14 % et 16 %. Entre 1683 et 1691, les dépenses militaires avaient augmenté de 92 %, celles de la marine de 67 %. Louvois rappelait sans cesse à ses subordonnés à la plus grande exactitude, il n'agit pas autrement dans les dépenses de la guerre que Colbert dans celles des départements dont il avait la charge.

#### Formation des officiers

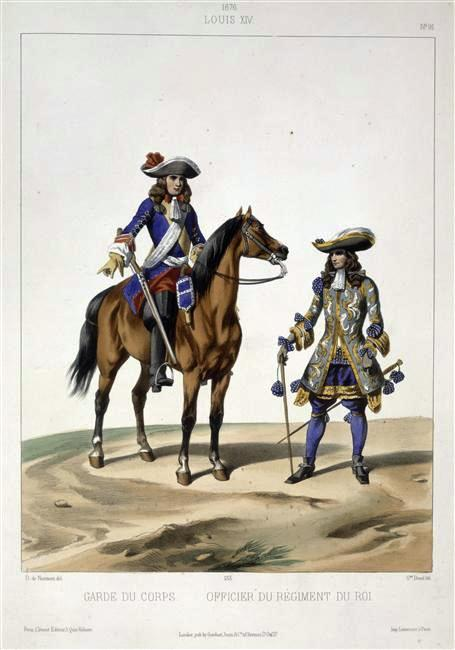
Garde du corps et officier du régiment du Roi, Louis XIV, 1676, Musée de l'Armée (Paris).

Les problèmes de la formation des officiers préoccupèrent Louis XIV et Louvois qui allèrent jusqu'à une mesure révolutionnaire, l'institution des compagnies de cadets. Au moment de la guerre de Hollande, les académies, qui, au début du siècle, avaient enseigné aux jeunes gens les armes et un peu de fortification, avaient à peu près disparu. On apprenait la guerre comme cadet ou volontaire dans la compagnie d'un parent.
Ainsi voyait-on dans les régiments des jeunes gens, quelquefois âgés de moins de douze ans. Ils étaient si nombreux que Louis XIV et Louvois imposeraient aux futurs officiers une formation plus régulière. Les compagnies de mousquetaires semblent avoir constitué assez tôt une pépinière d'officiers. En 1663, le régiment du Roi fut également crée dans ce but, et aux compagnies de gardes du corps réorganisées en 1664 furent adjoints des cadets. Lors de la nominations des colonels des vingt-sept régiments créées en 1684, quinze venaient du régiment du roi où ils avaient atteint le grade de capitaine.
Au total, c'est un corps d'au moins 20 000 officiers qui était sur pied en 1690. Encore Louvois conseillait-il par mesure d'économie, plutôt que d'augmenter le nombre des régiments, d'augmenter celui des bataillons par régiments pour éviter d'accroitre le nombre des officiers d'état-major. Pendant la guerre de la Ligue d'Augsbourg, il fut cependant beaucoup demandé à la noblesse pour encadrer une armée dont les pertes étaient fortes.
Louvois poursuivra jusqu'à la fin une véritable politique de promotion du militaire dans l'État et la société. L'Ordre du Saint-Esprit fut ouvert plus largement aux gens de guerre. À la mort de Louvois fut institué un ordre spécifiquement militaire, l'Ordre royal et militaire de Saint-Louis. Cette création était en quelque sorte le complément de l'institution des Invalides.

### La plus puissante armée d'Europe

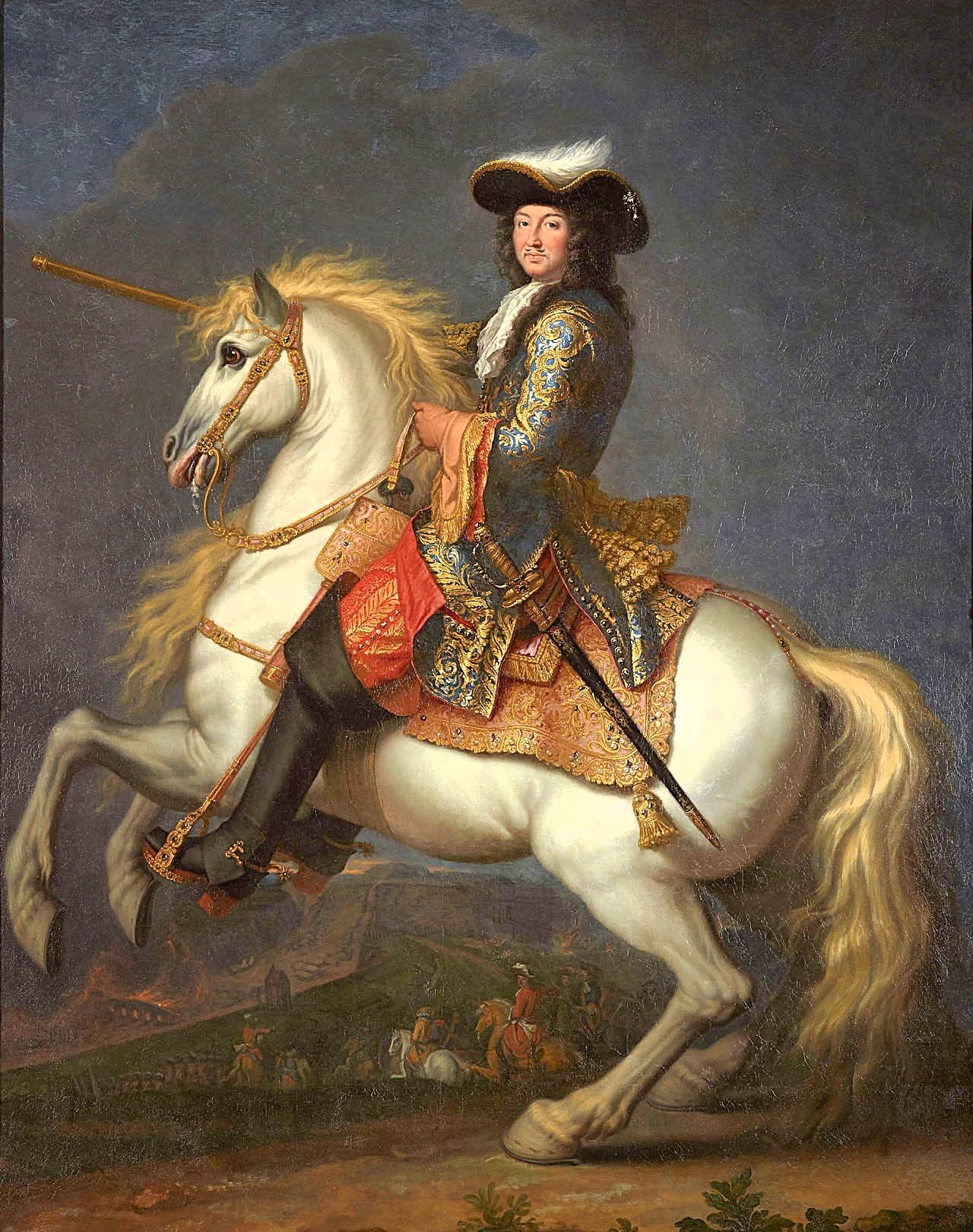
Portrait équestre de Louis XIV, Roi de France et de Navarre, vers 1679, René-Antoine Houasse, Château de Versailles.

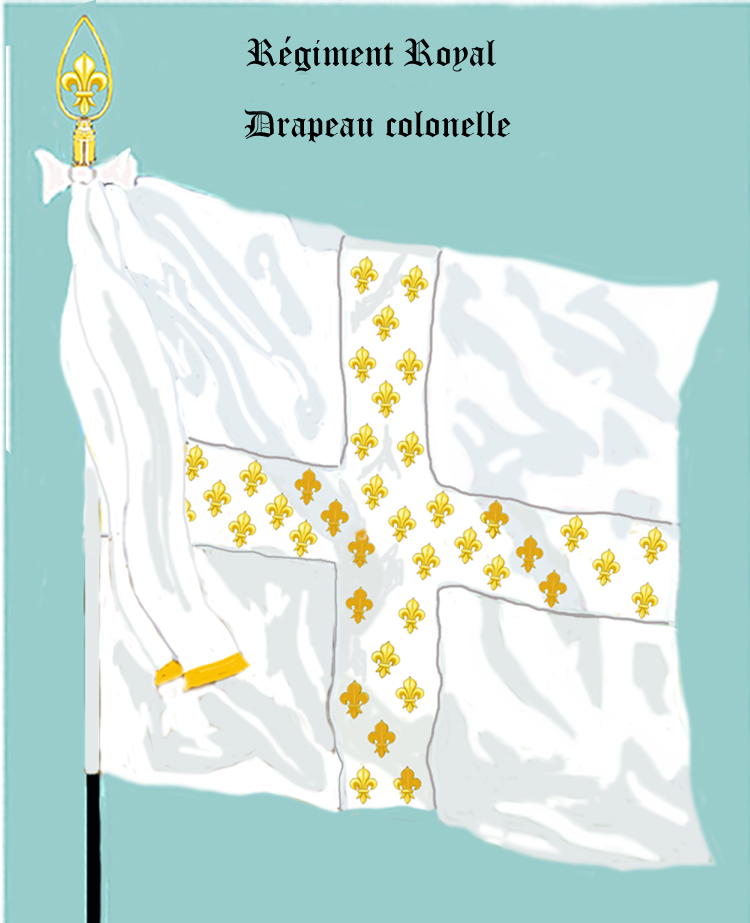
Drapeau Colonel d'un régiment français d'infanterie royale.

Les efforts demandés au pays lors de la guerre de la Ligue d'Augsbourg revêtirent des proportions jamais atteintes auparavant. En 1895, le Lieutenant-colonel Victor Belhomme,, à partir des ordonnances, calcula les effectifs atteints par l'armée française en 1690, à la veille de la mort de Louvois. Il arrivait au chiffre de 277 000 officiers et hommes de troupes pour l'infanterie, 65 000 pour les troupes montées (Maison du roi, gendarmerie, cavalerie et dragons), soit environ 340 000 pour la Maison du roi et les troupes réglées, parmi lesquels 75 000 militaires dans les corps « sur pied étranger » soit 17 % du total.
Les officiers étaient 19 276, soit un pour 21 dans l'infanterie et un pour neuf dans les troupes montées. Aux troupes réglées, il fallait encore ajouter des milices diverses (Milices royales, Milices locales, Petites milices). La France comptait alors 92 000 officiers et soldats de milice sous les armes, dont 25 000 pour les milices provinciales amenées à renforcer les troupes royales sur les frontières. On arrive ainsi, pour la seule armée de terre, au total jamais atteint de 435 000 hommes, sans compter les ingénieurs (276, en 1691), et la maréchaussée (3 500 à 4 000 « archers »).
Pour apprécier l'effort de guerre consenti par le royaume, il faudrait tenir compte des hommes dépendant du département de Jean-Baptiste Colbert de Seignelay, secrétaire d’État de la Marine, soit 70 000 officiers de la marine et hommes d'équipage et ceux des milices garde-côtes, pour lesquelles on peut ramener à 100 000 le total.
Ces chiffres provoquent un certain scepticisme (André Corvisier); Il est impossible de fixer à un moment précis l'effectif réglementaire des armées du roi, car elles étaient composées d'unités qui, en dehors des corps permanents du temps de paix étaient constamment créées, supprimées, augmentées ou réduites. Il est évident que les effectifs réels sont toujours très inférieurs aux effectifs indiqués par les ordonnances. On peut retenir comme vraisemblable le chiffre d'environ 300 000 hommes réellement sous les drapeaux et étendard, dont la moitié était constituée par les troupes de campagne prêtes à marcher aux premiers ordres. Notons l'importance relative des troupes de garnison (153 bataillons) réorganisées en 1679 et des milices qui donnaient aux deux tiers de l'armée française un rôle défensif, même si ces unités servaient de réserve pour l'armée de campagne.
La constitution et l'entretien d'une semblable armée représentait un véritable tour de force dû à l'opiniâtreté sans ménagement de Louvois :

« Si paradoxal que cela puisse paraître, malgré les pesanteurs économiques et administratives de l'époque, en ce qui concerne l'armée, les problèmes de subsistance et d'entretien étaient moins redoutables que les problèmes de discipline. L'existence d'une armée qui mobilisait autant d'hommes heurtait profondément les habitudes, la sensibilité et les conceptions de la plupart des gens du XVIIe siècle, d'autant plus qu'on prétendait lui imposer une vie strictement réglée. Face à des populations dont on sous-estime la résistance à la fois à la misère et à l'embrigadement, les faits économiques semblent avoir été moins têtus que les faits psychologiques. Ces réticences ne firent même que s'accroître avec l'augmentation des effectifs et le renforcement de la discipline. Mais Louvois ne se souciait que d'efficacité. Les années quatre-vingt du siècle représentent probablement un apogée du système militaire conçu par Louis XIV. »

### Fortifications et armements
La fortification fut une partie essentielle de l'activité de Louvois dans la période 1679-1689. La stratégie de cabinet s'était imposée depuis la mort de Turenne et la retraite de Condé. Cette stratégie n'excluait pas les militaires des consultations dont s'entourait le roi, mais elle impliquait que le souverain et son ministre de la guerre aient constamment recours aux conseils d'un petit nombre de techniciens. Parmi les plus écoutés se trouvèrent Vauban et Jules Louis Bolé de Chamlay, sur un plan différent, tous deux étaient amis de Louvois. Lors de la mort de Louvois le roi nomma à la direction générale des fortifications Michel Le Peletier de Souzy, ami intime de celui-ci, afin de soulager le jeune Barbezieux, mais détachée du secrétariat de la guerre pour former un service quasi autonome, la direction des fortifications.

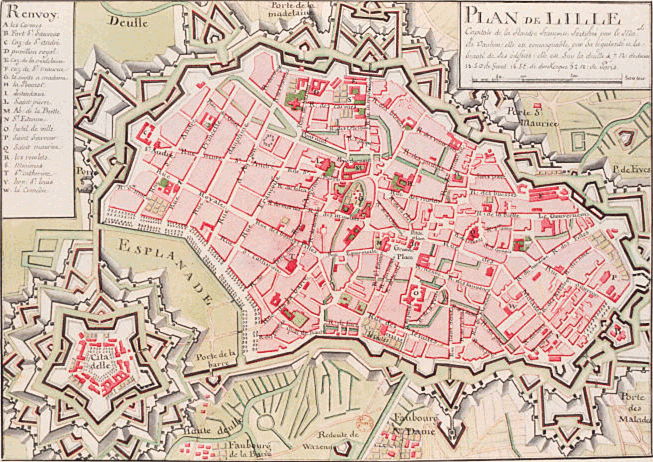
Plan de la ville et de la citadelle de Lille, (carte du XVIIIe siècle).

Sous le ministère de Louvois s'amorça l'évolution qui devait aboutir peu après sa mort à la constitution du corps des ingénieurs du roi, mais le mérite lui revient en grande partie. La surintendance des fortifications datait du XVIe siècle, et s'était structurée avec Sully qui assumait en même temps la charge de surintendant des bâtiments. Vauban était passé au premier rang, lorsqu'en 1668 la construction de la citadelle de Lille lui avait été confiée, de préférence à son maître le chevalier Louis Nicolas de Clerville, il devait succéder à celui-ci dans la charge de commissaire général des fortifications. Son rôle devint important quand Louis XIV et Louvois se rallièrent à l'idée du « pré carré ». Ainsi, pour la stratégie de cabinet qui s'était imposée, le roi eut auprès de lui un véritable état-major, animé par le ministre et composé d'hommes particulièrement compétents dans la guerre de siège qui s'était généralisée. Louvois appréciait Vauban en connaisseur. En toutes circonstances, il défend l'autorité de celui-ci face à ses subordonnés : 

« J'ai mandé à tous ceux qui m'ont écrit, que le roi s'étant remis absolument à vous de toutes les fortifications des places de mon département, je les priois de ne pas souffrir que vos subalternes raisonnassent en votre absence sur les choses que vous aviez une fois réglées. Ma réponse a été si sèche que je suis persuadé que ce sera la dernière fois que l'on m'écrira de pareille affaire (26 septembre 1668). »

En 1692, Louis XIV considère la frontière de fer comme achevée et fait frapper une médaille qui porte cette formule : Securitati perpetuae.

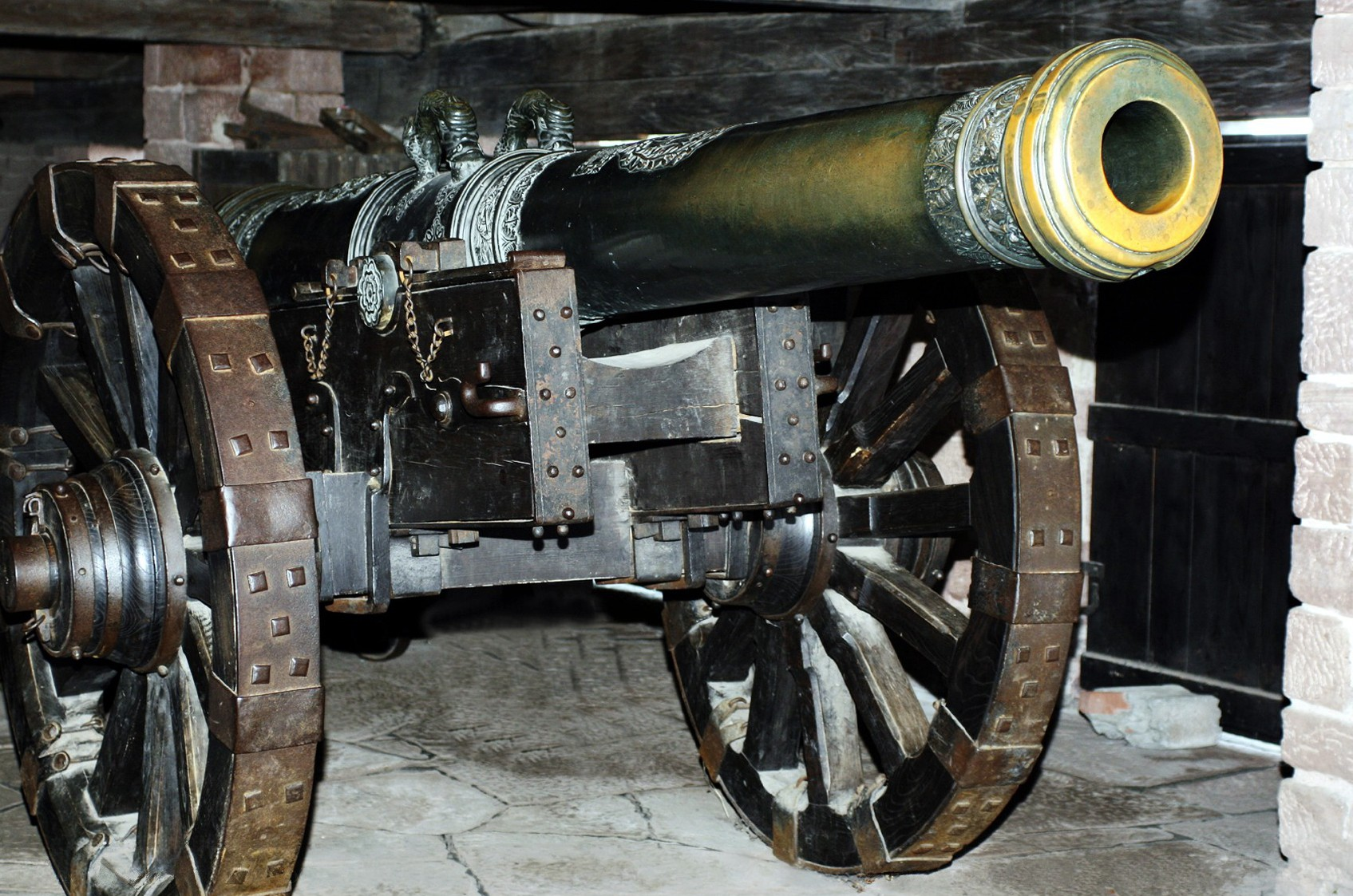
Canon XVIIe s., château du Haut-Koenigsbourg.

En France, à partir de 1668, l'administration de l'artillerie est militarisée. Six compagnies, quatre de canonniers et deux de bombardiers sont créées. En 1671 est créé le corps des fusiliers du roi qui a pour mission la garde et le service de l'artillerie royale. Une école d'artillerie jouxtant les universités de Douai est fondée par Louis XIV en 1679. La période 1679-1688 fut en France une époque féconde pour l'histoire de l'armement,, Louvois se soucia également de l'utilisation que l'on faisait des armes. Aussi fait-il multiplier les exercices de tir, notamment sur les conseils de Chamlay, afin d'instruire les recrues et faire que les vieux soldats gardent l'entrainement. Malgré la dépense, ces exercices furent également nombreux dans l'artillerie. Sous la direction de Louvois et de l'inspecteur de l'artillerie Dumetz, cette arme fit en France de grand progrès, c'est en 1690 que Blondel établit les premières tables de tir commodes. Le modèle des pièces est rationalisé et standardisé dans un système connu sous le nom de « système de Vallière ». Louvois témoigna autant de soin pour le tir de l'infanterie. Un effort semblable fut fait pour les poudres et salpêtres (voir le Mémoire d'artillerie de Pierre Surirey de Saint-Remy).

## Surintendant des bâtiments, arts et manufactures
On a souvent émis qu'à la mort de Colbert, Louvois avait réussi à gouverner les deux passions de Louis XIV, la guerre et les bâtiments. Du coup, Louvois qui était déjà le ministre dépensant le plus (47 % des dépenses royales en 1683), allait accroitre encore sa part et, même en temps de paix, se tailler constamment plus de la moitié des dépenses royales.

### Surintendance des bâtiments

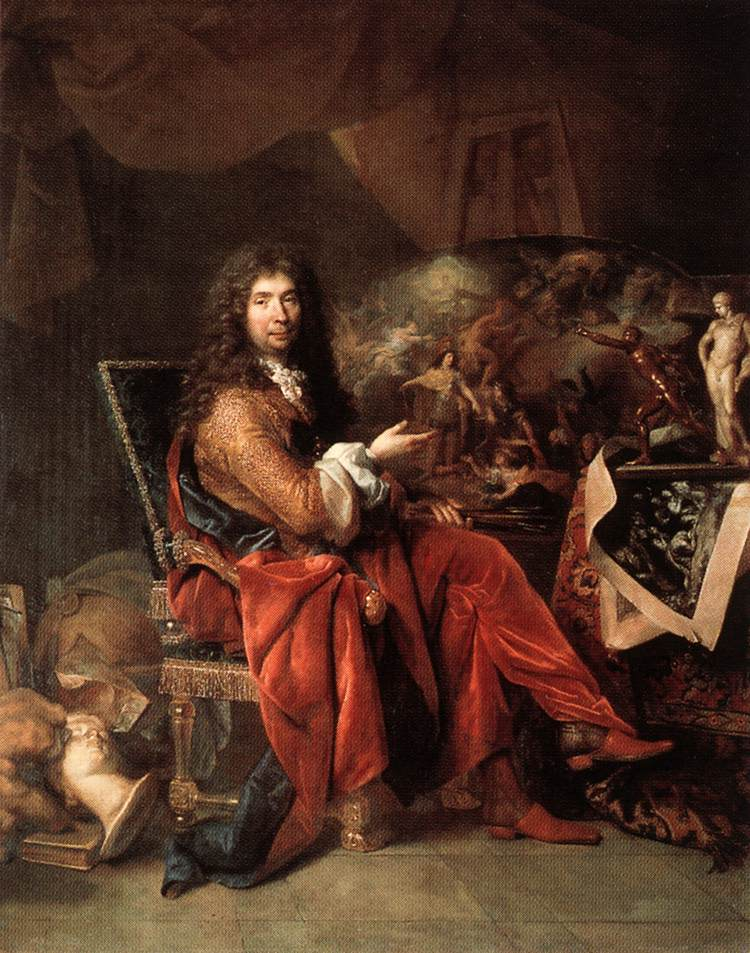
Portrait de Charles Le Brun, v. 1683/86, Nicolas de Largillierre, Département des peintures du musée du Louvre.

Lorsque Louvois prit en charge la Surintendance des bâtiments, arts et manufactures, il s'agissait d'un service, bien structuré par Colbert qui l'avait pris en charge en 1664, mais devenu multiforme. Aux bâtiments, Colbert avait ajouté les manufactures en 1667. S'adjoignant également la protection des académies (sauf l'Académie française), les pensions aux gens de lettres et artiste. Sur le budget total de la Surintendance, les bâtiments s'adjugeaient 64 %. La Surintendance avait également la charge de décorer les fêtes royales. Le premier commis, Charles Perrault, jouissait de la confiance de Colbert qui se reposait sur lui de beaucoup d'affaires.
Dans chaque bâtiment royal, un agent était à demeure. Les meubles de la couronne avaient un intendant à part. Les artistes étaient groupés suivant leur spécialité. En 1680, on comptait six peintres et onze sculpteurs du roi. Le premier peintre du roi, Charles Le Brun, exerçait une grande autorité sur les artistes depuis qu'en 1671 il n'y avait plus de premier architecte du roi. Colbert avait, sans les rattacher à la Surintendance, administré la Librairie (publication), la Bibliothèque royale, l'Imprimerie royale et le Cabinet des Médailles.
A la tête de la Surintendance des bâtiments, Louvois connut cinq années fastes de septembre 1683 à septembre 1688. La paix avait fait reprendre des grands travaux dans le royaume. Comparée à la période 1681-1683 de Colbert, avec une moyenne annuelle de 6 339 000 livres, la période 1684-1687 voit Louvois dépenser 9 860 000 livres, surtout en 1685, puisque les bâtiments s'adjugent près de 14 millions de livres, pour tous les bâtiments royaux.

### Les arts et l'enseignement

Armoirie de l’Académie royale des sciences.

Louvois eut à s'occuper des activités intellectuelles. La charge de surintendant des bâtiments le faisait protecteur, notamment de l'Académie des inscriptions et de l'Académies des sciences. De cette charge relevaient également les pensions des gens de lettres,. Louvois succéda aussi à Colbert dans l'administration de la Bibliothèque du roi et des services annexes.
Dans les comptes des bâtiments, il n'est pas facile de distinguer les dépenses de chacune des parties prenantes. Louvois avait le souci du détail l'amena à distinguer les crédits attribués à chacun de ces trois « postes ». Au total, là aussi il aura dépensé plus que Colbert : 79 000 livres par an en moyenne contre 64 000 livres, pendant la période 1681-1687. À partir de 1684, on peut apprécier la répartition : 11 % pour l'Académie des sciences (le Jardin royal est compté à part), 25 % pour la Bibliothèque et 57 % pour les pensions.
Enfin, c'est à plus d'un titre que Louvois surveillait La Gazette, qu'à cette époque on commence à appeler La Gazette de France, le titre changera bien plus tard. Les pensions aux gens de lettres (et de sciences) constituent un poste stable dans les dépenses des bâtiments. Leur total se maintient aux environs de 44 000 livres pendant toute la surintendance de Louvois, sauf les deux dernières années, elles tombèrent à 12 000 livres en 1690 et disparaissent en 1691. Dans le domaine de l'enseignement, plus important est l'envoi aux intendants de la circulaire du 1er avril 1685 leur demandant de dresser un état de tous les collèges tant séculier que régulier de leur généralité. Cette enquête, produit d'excellents mémoires qui ont été étudiés par le père François de Dainville et qui renseignent sur l'état de l'« enseignement secondaire » à la fin du XVIIe siècle. C'était la première « carte scolaire » de la France,.

### Manufactures de France

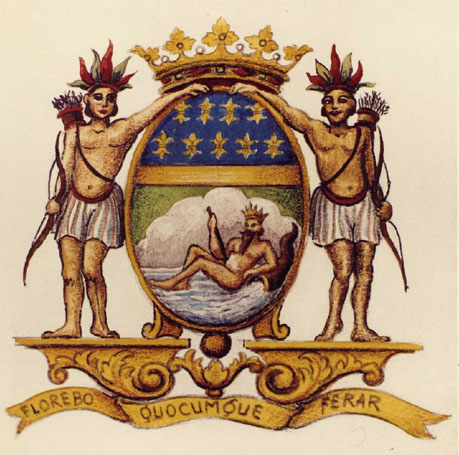
Armoiries de la Compagnie des Indes orientales.

Bien qu'une partie des manufactures, celles d'armes et de draps, participent à l'équipement et l'entretien de l'armée, la situation du nouveau surintendant n'était pas sans paradoxes. Entre les mains de Colbert, les manufactures s'étaient insérées facilement dans le complexe qui, autour du contrôleur général des finances, englobait l'économie. Il n'en était plus de même. Ce qui touchait l'économie était désormais partagé en trois hommes, Le Peletier, Louvois, Seignelay.
Le Contrôleur général, Le Peletier avait dû céder à Louvois les manufactures de France et à Seignelay le commerce et les manufactures hors le royaume, c'est-à-dire le problème de l'exportation de leurs produits, ainsi que les compagnies des Indes orientales, des Indes occidentales, du Sénégal et les pays de leurs concessions et enfin les haras. Curieux attelage dans lequel Seignelay qui n'était pas membre du Conseil d'en haut avant 1689 se trouvait en situation diminuée par rapport à Louvois et Le Peletier qui en étaient membres.

## Dragonnades

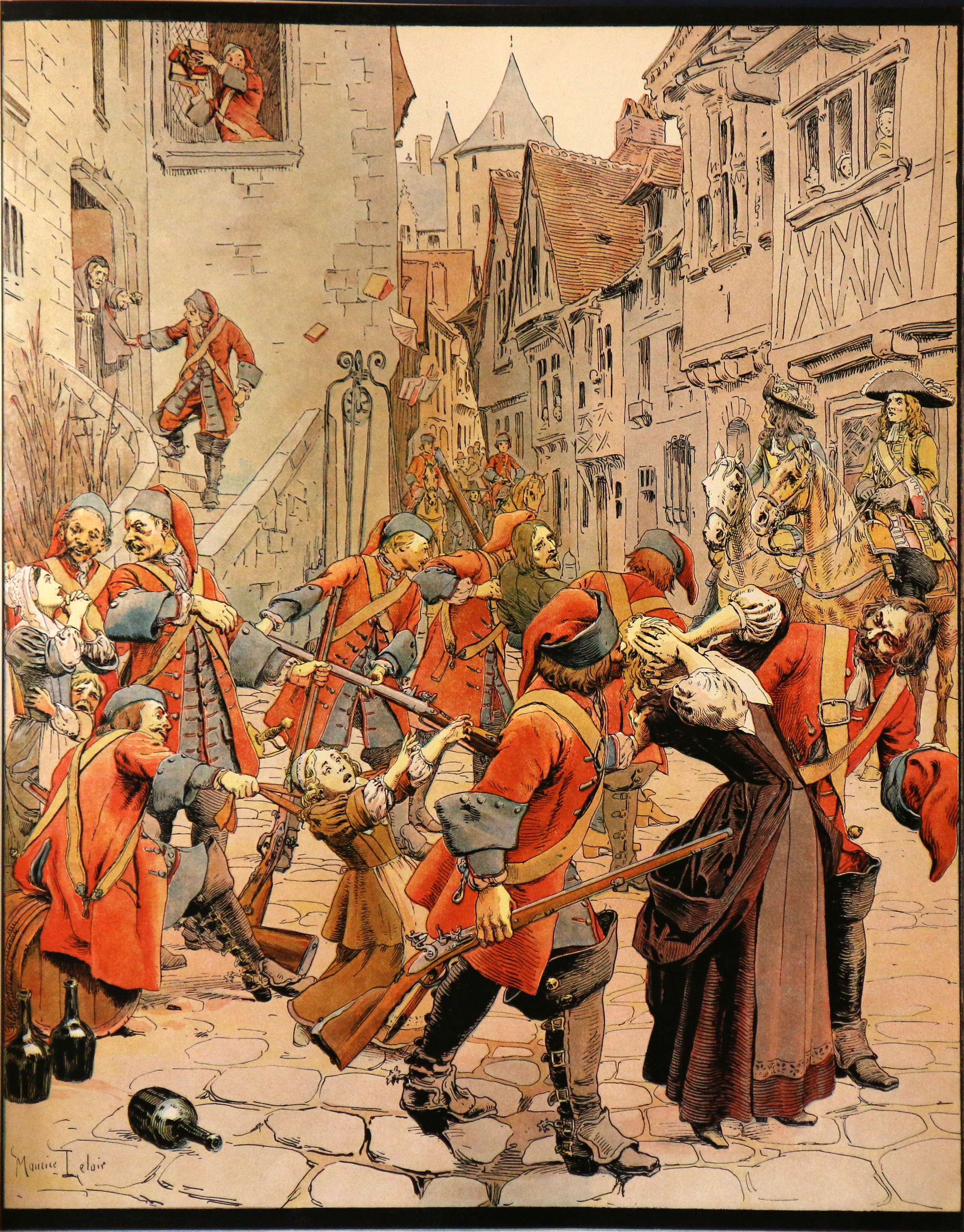
Les dragonnades, Maurice Leloir.

La révocation de l'édit de Nantes (1685) ne créa pas dans l'armée une tension comparable à ce que connurent les populations du royaume. Quelques officiers protestants obtinrent l'autorisation de quitter le service du roi, tel le maréchal de Schomberg. Beaucoup d'autres partirent sans permission, notamment des jeunes gens avec lesquels Guillaume d'Orange put former deux compagnies de cadets de 50 hommes, commandées par Charles de Cosne de Chevernay et Daniel de Rapin. Des mesures de rigueur furent prises contre des officiers qui ne se convertissaient pas. Cela dura peu, les perspectives d'une nouvelle guerre et les besoins en officiers et en hommes firent écarter les persécutions de l'armée.
Pour obtenir des conversions forcées, Louvois organise des dragonnades où la soldatesque a la mission d'agir pour imposer la terreur, surtout chez les protestants. La méthode brutale obtient des résultats mais il s'attire notamment la haine de Madame de Maintenon. Il meurt en fonction, peut-être à la veille d'une disgrâce du fait de son opposition à une annonce officielle du mariage secret du Roi-Soleil avec Madame de Maintenon (auquel Louvois, selon de nombreuses sources, avait assisté), annonce qui aurait fait de Louis XIV la risée de toute l'Europe.

## Disparition de Louvois

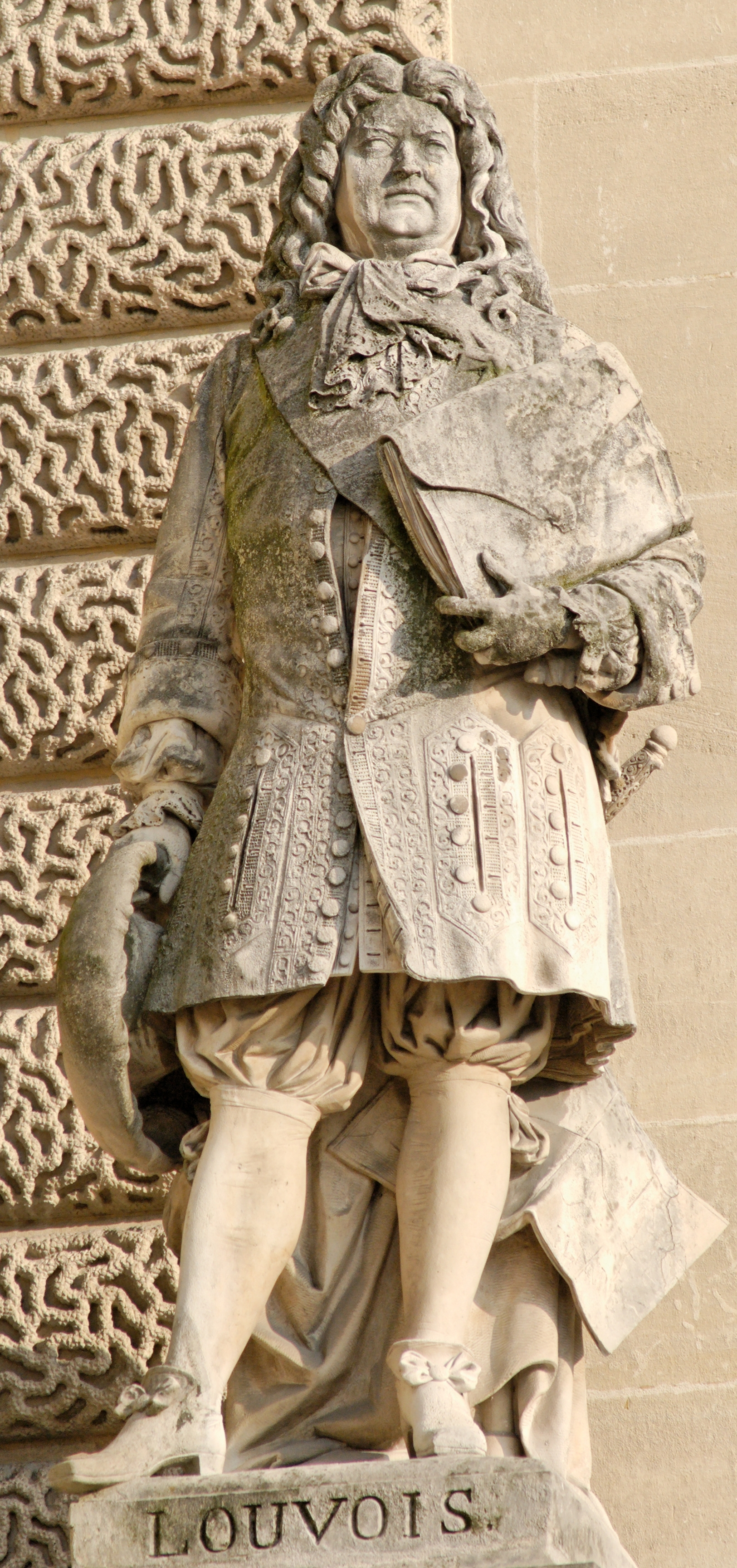
Louvois, v. 1853, Aimé Millet, 7e statue du Pavillon Colbert au Pavillon Sully, Cour Napoléon au Palais du Louvre.

La mort de Louvois, en pleine guerre, était un évènement de première importance. Cependant pas plus que celle de Colbert, elle ne pouvait modifier le cours des évènements. Louis XIV, par indifférence ou parce qu'il s'était lassé de ministres qui avaient pris une telle place, dans les deux cas ne manifesta aucune douleur. Comme lors de la mort de Colbert, on parla d'une disgrâce prévisible dont la perspective avait abrégé les jours des ministres. La disparition d'un homme qui avait touché tant d'affaires pouvait délier bien des langues, susciter soupirs de regrets et aussi soulagement. L'histoire s'était déjà saisie de Louvois.

« Le marquis de Louvois travaillant avec le roi dans son cabinet, le roi remarqua qu'il avait le visage changé et lui en parla, à quoi il répondit qu'il se trouvait mal et comme il n'y avait rien de bien pressé dans sa liasse, il supplia le roi de lui permettre de s'en aller chez lui et de remettre son travail au lendemain. (...) Il sortie du cabinet du Roi, il traversa les appartements et la galerie, appuyé sur le bras d'Armand-Victor, comte de Chavigny (1659-1729), l'un de ses gentilshommes. (...) En entrant dans sa chambre, il envoya chercher Dionis, premier chirurgien de Madame la Dauphine pour le saigner, ce qu'il fit, et s'en trouva soulagé. (...) On lui donna encore mille remèdes, mais il étoit mort. »

— Mémoires du marquis de Sourches sur le règne de Louis XIV, tome III, p.436. Centre de recherche du château de Versailles.
Selon Voltaire, en 1751 : « il n’est pas vrai qu’il mourut subitement au sortir du conseil, comme on l’a dit dans tant de livres et de dictionnaires. Il prenait les eaux de Balaruc, et voulait travailler en les prenant : cette ardeur indiscrète de travail causa sa mort, en 1691 ». Depuis Voltaire, l'ouvrage du marquis de Sourches  Mémoires  et du médecin Dionis, ont apporté quelques éclaircissements sur la mort de Louvois.

### Décès
François Michel Le Tellier, marquis de Louvois meurt subitement, dans ses appartements situés au premier étage de l'ancien hôtel de la Surintendance des Bâtiments du Roi à Versailles dont les fenêtres donnent sur la Petite Orangerie de Versailles, le 16 juillet 1691, à l'âge de cinquante ans, d'une apoplexie pulmonaire,. Avec les évolutions médicales et sur la base des documents existants, une analyse rétrospective est réalisée, en 1984, par le Pr Roger Rullière affirmant que François Michel Le Tellier est mort d'un infarctus du myocarde avec œdème aigu du poumon mais que la science n'avait pas encore identifié la pathologie coronaire. Autopsié par le Dr Pierre Dionis, le marquis de Louvois est la deuxième des trois personnes célèbres mortes subitement à la cour de Louis XIV. Il est précédé par Jean-Baptiste Colbert de Seignelay et suivi par Philippe d'Orléans.
Deux jours plus tard, Louis XIV accorde à la veuve l'autorisation de faire inhumer le défunt, ancien directeur et administrateur général de l'hôtel royal des Invalides sous le dôme de la chapelle royale de cet hôtel que Louvois avait jadis contribué à fonder. Comme la construction de la chapelle royale n'est pas encore achevée, le corps est déposé dans un caveau de l'église Saint-Louis-des-Invalides, dite église des soldats. Les entrailles de Louvois sont confiées aux révérends pères du couvent des Capucins de Meudon, son cœur est porté aux Capucines de Paris.

### Sépultures et tombeau
Le 22 janvier 1699, soit plus de sept ans après le décès, la dépouille de Louvois est exhumée et transférée, à minuit, dans l'une des chapelles latérales de l'église du nouveau couvent des Capucines de Paris, soit par la volonté du roi, soit par celle de la famille. Cette église, construite de 1686 à 1688 au nord de la place des Conquêtes (place Vendôme depuis le XVIIe siècle) occupait une partie de la chaussée, des trottoirs et des maisons de l'actuelle rue de la Paix. Orientée nord-sud, son portail fermait la perspective de la place.

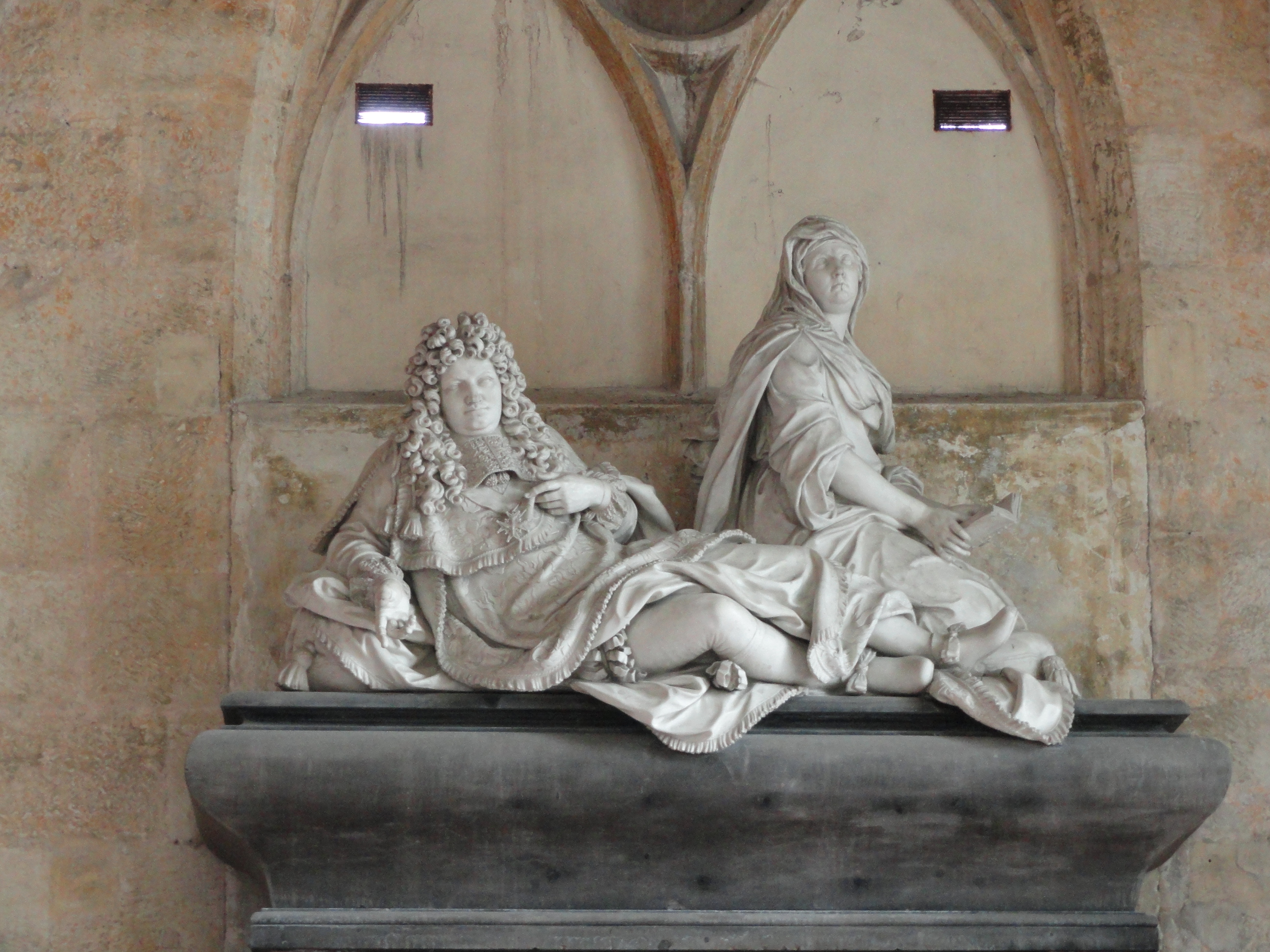
Le tombeau de Louvois à l'Hôtel-Dieu de Tonnerre, aux côtés de son épouse, Anne de Souvré. Son visage est une empreinte de son masque mortuaire conservé au Musée du Louvre.

La veuve et les enfants de Louvois font alors appel au Premier architecte du Roi Jules Hardouin-Mansart pour l'aménagement, dans l'église des Capucines, de la chapelle des Louvois (qui se situait à la hauteur du no 4 de l'actuelle rue de la Paix), et pour le dessin de son décor, spécialement conçu pour accueillir le magnifique tombeau, également réalisé d'après les dessins d'Hardouin-Mansart, par les sculpteurs François Girardon (1628-1715), Corneille Van Clève (1645/1646-1732) et Martin Desjardins (1637-1694), tous trois actifs au château de Versailles. Commandé dès 1693 par Anne de Souvré et en voie d'achèvement en 1699, ce monument funéraire est composé d'un sarcophage stylisé de marbre noir veiné de blanc surmonté des gisants en marbre blanc du couple Le Tellier de Louvois (le marquis par Girardon, la marquise par Van Clève) et flanqué de deux statues allégoriques en bronze (Desjardins et Girardon). Il est profané sous la Révolution, mais échappe à la destruction.
Entreposé dans le dépôt installé dans l'ancien Couvent des Petits-Augustins le tombeau a été remonté pour être exposé au Musée des monuments français, créé par Alexandre Lenoir et ouvert au public dans les mêmes lieux de 1795 à 1816, avant d'être restitué aux descendants de Louvois. Il est conservé depuis 1819 à l'Hôtel-Dieu de Tonnerre dans l'Yonne.

## Louvois dans l'Histoire
Bien que Louis XIV ait essayé d'en masquer l'effet, la mort soudaine de Louvois causa un certain vide. Madame de Sévigné exprime bien l'émotion dans une lettre à Philippe-Emmanuel de Coulanges, le 26 juillet :

« Le voilà donc mort, ce grand ministre, cette homme si considérable, qui tenoit une si grande place, dont le moi, comme dit Pierre Nicole, étoit si étendu, qui étoit le centre de tant de choses. Que d'affaires, que de desseins, que de projets, que de secrets, que d'intérêts à démêler, que de guerres commencées, que d'intrigues, que de beaux coups d'échec à faire et à conduire ! Ah ! mon Dieu, donnez-moi un peu de temps... »

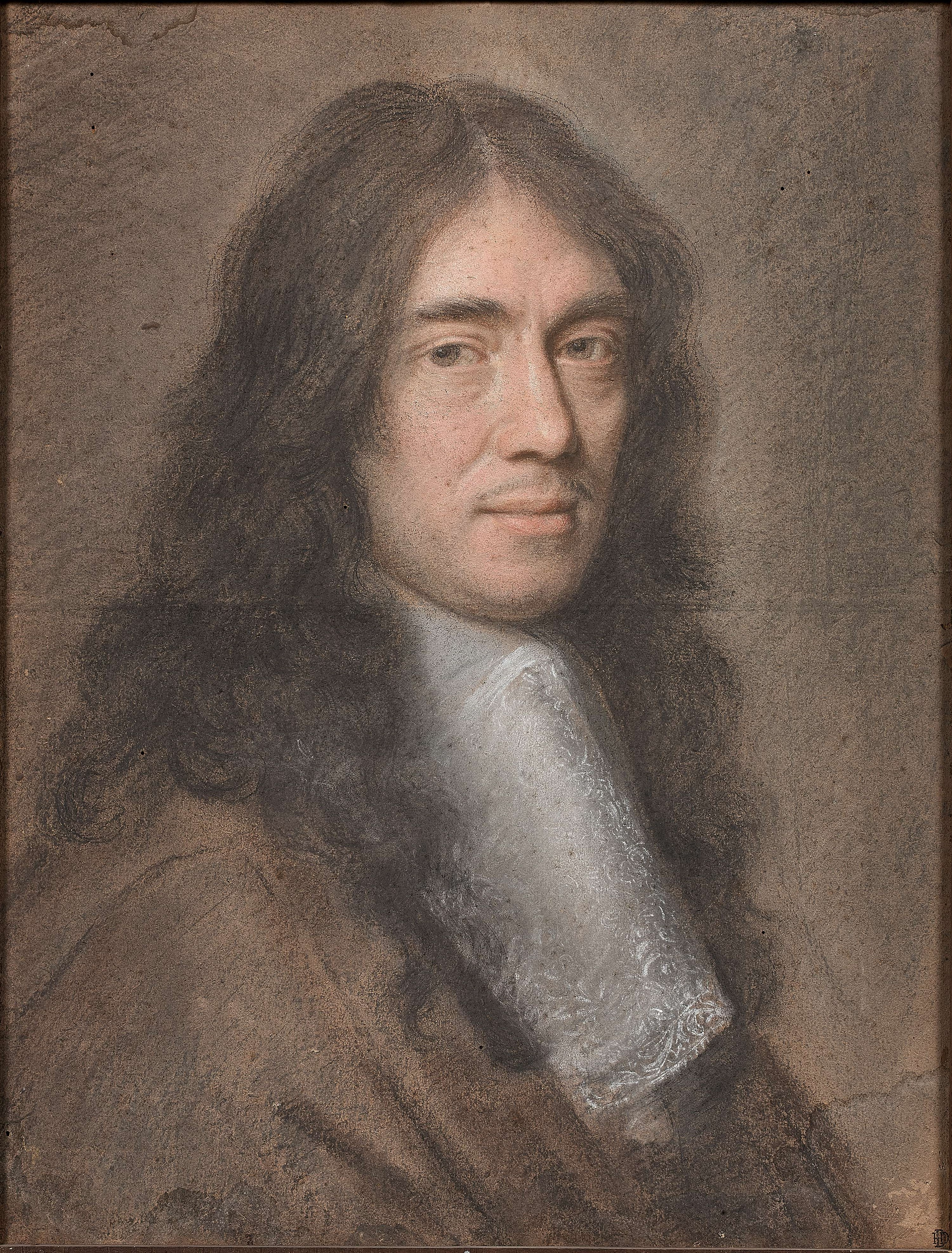
Portrait de Charles Perrault, vers 1670, Charles Le Brun.

La mort de Louvois donna lieu à des vers satiriques, mais aussi, comme c'était l'habitude, à des épitaphes. Charles Perrault, que Louvois avait pourtant évincé des Bâtiments en 1683, composa celle-ci qui, assure Charles-Auguste de La Fare, fit grand bruit :
Louvois plus haut que lui ne voyait que son maître ;

Dans le sein des grandeurs, des biens et des plaisirs,

Un trait fatal et prompt borne enfin ses désirs,

Et ne lui laisse pas le temps de se connaître.

Hélas, aux grands emplois, à quoi sert de courir ?

Pour veiller sur soi-même, heureux qui s'en délivre !

Qui n'a pas le temps de bien vivre

Trouve malaisément le temps de bien mourir.
Plus frappante est cette épitaphe anonyme rapporté par Mme de Sévigné et souvent citée :
Ici gît sous qui tout ployoit

Et qui de tout avoit connoissance parfaite

Louvois que personne n'aimait

Et que tout le monde regrette.

### Considération sociale
L'œuvre positive de Louvois est-elle tout entière contenue dans la perfection relative à laquelle il a porté d'administration de l'armée ? Rappelons sa place dans l'organisation des postes françaises. En ce qui concerne l'armée, il a réussi, dans un pays à l'économie encore cloisonnée, à entretenir en même temps quelques centaines de milliers d'hommes. Pour la première fois dans un État, les effectifs de l'armée dépassaient ceux du clergé, et l'armée n'avait pas ses revenus propres. Si cette armée ne fut pas toujours à l'avant-garde des techniques militaires les plus récentes, c'est parce que les réformes s'y heurtaient au poids du nombre.
Cependant les idées de Louvois n'étaient pas rétrogrades ; ainsi contre Louis XIV attaché au rôle traditionnel de la cavalerie, il défendait l'infanterie. Il est vrai qu'il exigeait beaucoup des officiers et des soldats. Cependant, en compensation, il voulut qu'on attribuât aux militaires une considération sociale élevée, car les sentiments qu'ils inspiraient n'allaient pas toujours de pair avec ceux que l'on avait pour les armes. Jean-Pierre Bois a montré que si peu à peu, l'image du militaire s'améliore au XVIIIe siècle, c'est à cause de la vie plus décente qui est faite aux anciens soldats, estropiés ou non, hébergés à l'hôtel des Invalides ou jouissant de pensions.
On pourrait tout autant dire que, comme les autres ministres de Louis XIV, il a été un des organisateurs de la machine administrative moderne. Il y a quelque prescience dans les propos de Jules Louis Bolé de Chamlay sur la stratégie défensive à laquelle Louvois travaillait. Le sort de l'État ne devait plus être livré au hasard des aptitudes ou de la fidélité des généraux. Sa constitution devait être assez solide pour supporter la médiocrité éventuelle des chefs. Vue bien dangereuse si le corps est sans âme ! Ce n'était pas le cas de la France de Louis XIV dont Louvois aura été par son activité passionnée, un très grand ministre.

## Propriétés de Louvois

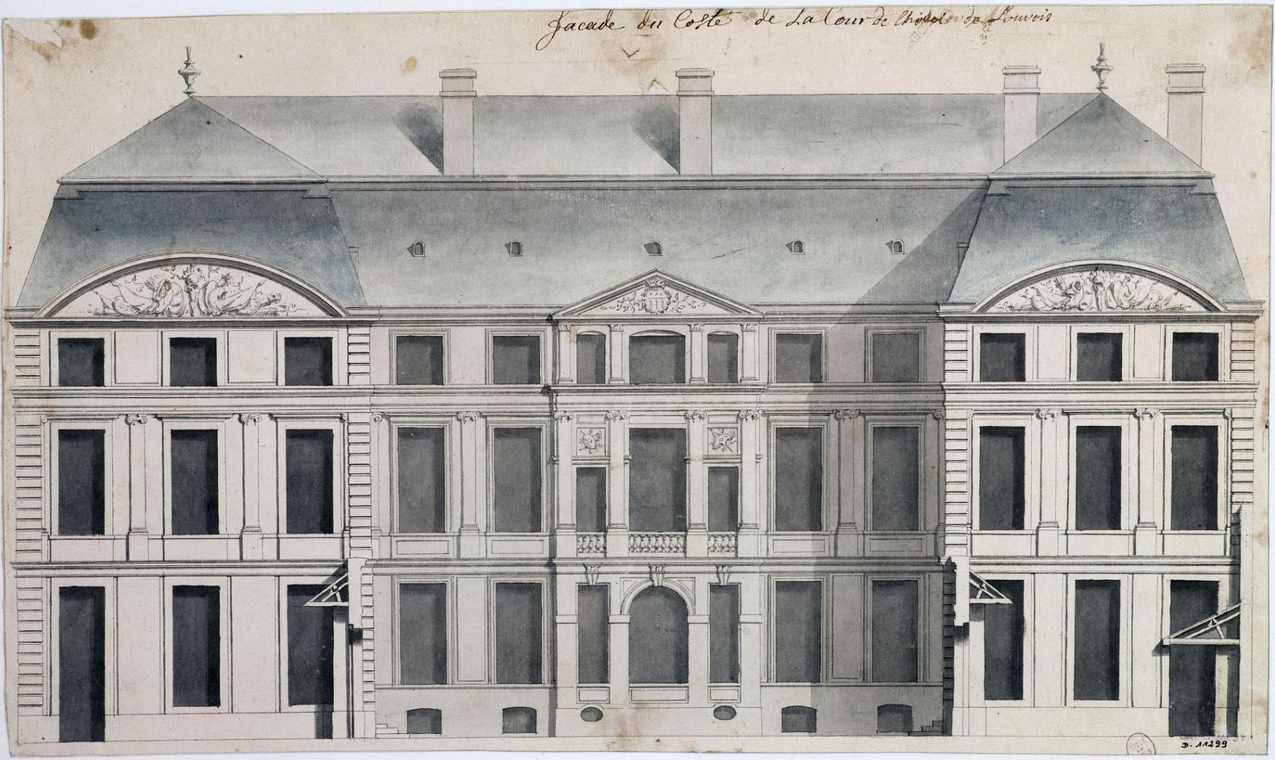
Façade de l'hôtel de Louvois (vers 1718-1736).

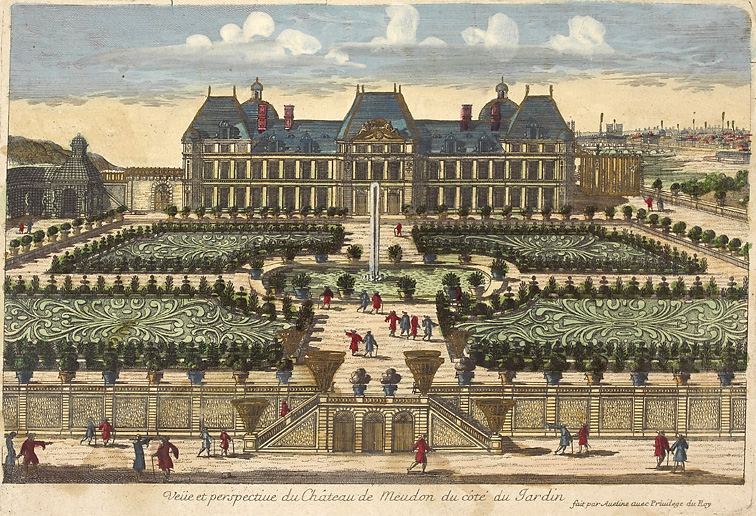
Façade sur jardin du château de Meudon.

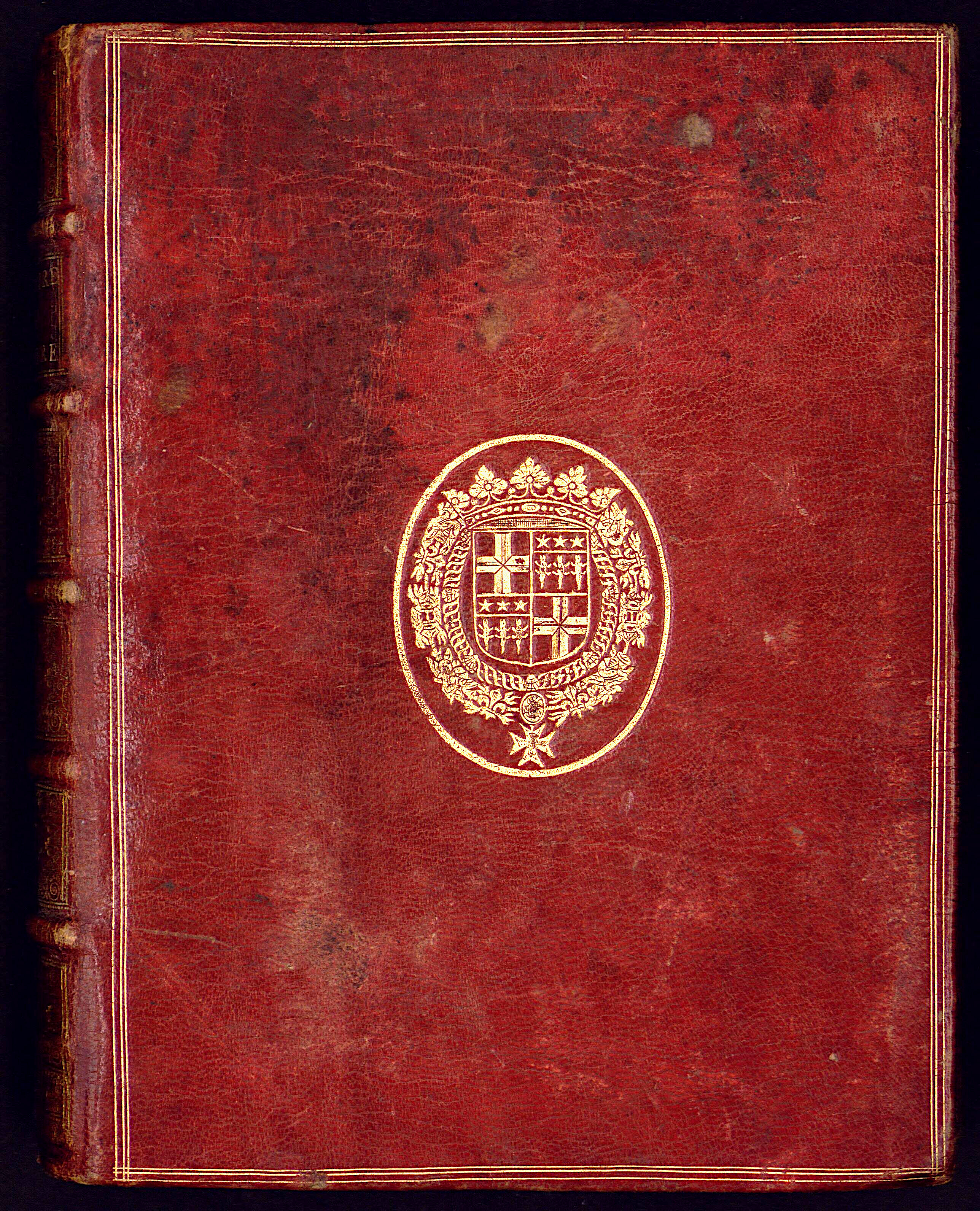
Reliure aux armes de François Michel Le Tellier de Louvois.

En 1662, à l'occasion de son mariage, il reçoit en dot le château de Louvois dans la Marne de son père Michel Le Tellier qui l'avait acheté en 1656. À partir de ce moment, il prit le titre de marquis de Louvois.
À Paris, il possède un hôtel particulier à son nom, situé rue de Richelieu (détruit).
Il acquiert le château de Montmirail et les droits le 27 avril 1678 à Renée-Julie Aubéry, duchesse de Noirmoutiers.
Louvois acquiert le château de Meudon en 1679 à la suite du décès d'Abel Servien. Pour le puissant ministre, la situation de Meudon est idéale, à proximité de Versailles et de Chaville où se trouve la propriété familiale. Il se lance dans une série d'aménagements grandioses : embellissement du château, aménagement d'un système hydraulique dans la forêt de Meudon, création d'un très grand potager qui s'appellera par la suite le potager du Dauphin.
De 1683 à 1685, il achète le château d'Ancy-le-Franc, puis le comté de Tonnerre, à François-Joseph de Clermont.
Le 14 février 1688, il achète à une descendante de la famille d'Orange-Nassau le  château de Montfort en Bourgogne pour 62 000 livres.

## Iconographie
- Son portrait peint par l'atelier de Jacob Ferdinand Voet est conservé au Musée Carnavalet (p. 235).
- Un buste posthume se trouve à la bibliothèque Sainte-Geneviève.
- Plusieurs portraits gravés figurent dans les séries des Estampes de la Bibliothèque nationale de France
- Une médaille, également posthume, au Cabinet des médailles de la Bibliothèque nationale de France.
- Statue en pierre (1857) par Aimé Millet, de la série des Hommes illustres, façade ouest de l'aile Henri IV, cour Napoléon du Palais du Louvre (première statue à gauche sur la balustrade de la terrasse du premier étage de la façade du fond, en venant du jardin des Tuileries)[83].

## Blason de la famille Le Tellier
D'azur, à trois lézards d'argent posés en pal, cousu d'un chef de gueules chargé de trois étoiles d'or

## Descendance
Sa fratrie est composée de six enfants du même lit :
- Michel-François, marquis de Courtanvaux, de Louvois et de Montmirail, comte de Tonnerre, baron d'Ancy, Cruzy et La Ferté-Gaucher (1663-1721), x Marie-Anne-Catherine (1663-1741 ; fille du maréchal Jean II d'Estrées), d'où François-Macé de Courtanvaux (1693-1719 prédécédé ; x 1716 Anne-Louise de Noailles), père de François-Michel-César (1718-1781 ; duc de Doudeauville, mari de Louise-Antonine de Gontaut-Biron), père de Charles-François-César Le Tellier (1734-1765 prédécédé ; Postérité féminine ; voir à son article le tableau généalogique des descendants du ministre François-Michel alias Louvois) ;
- Madeleine Charlotte (1665-1735), qui épouse le 29 novembre 1679 François VIII de La Rochefoucauld, duc de La Roche-Guyon (1663-1728) ;
- Louis-Nicolas (1667-1725), marquis de Souvré ;
- Louis François Marie (1668-1701), marquis de Barbezieux ; ce dernier succède à Louvois au poste de secrétaire d'État de la Guerre ; il est l'ancêtre direct du duc de Richelieu ainsi que de l'impératrice Élisabeth d'Autriche (Sissi).
- Camille (1675-1718), abbé de Bourgueil ;
- Marguerite (1678-1711), qui épouse Louis Nicolas de Neufville de Villeroy, marquis d'Alincourt.

## Postérité

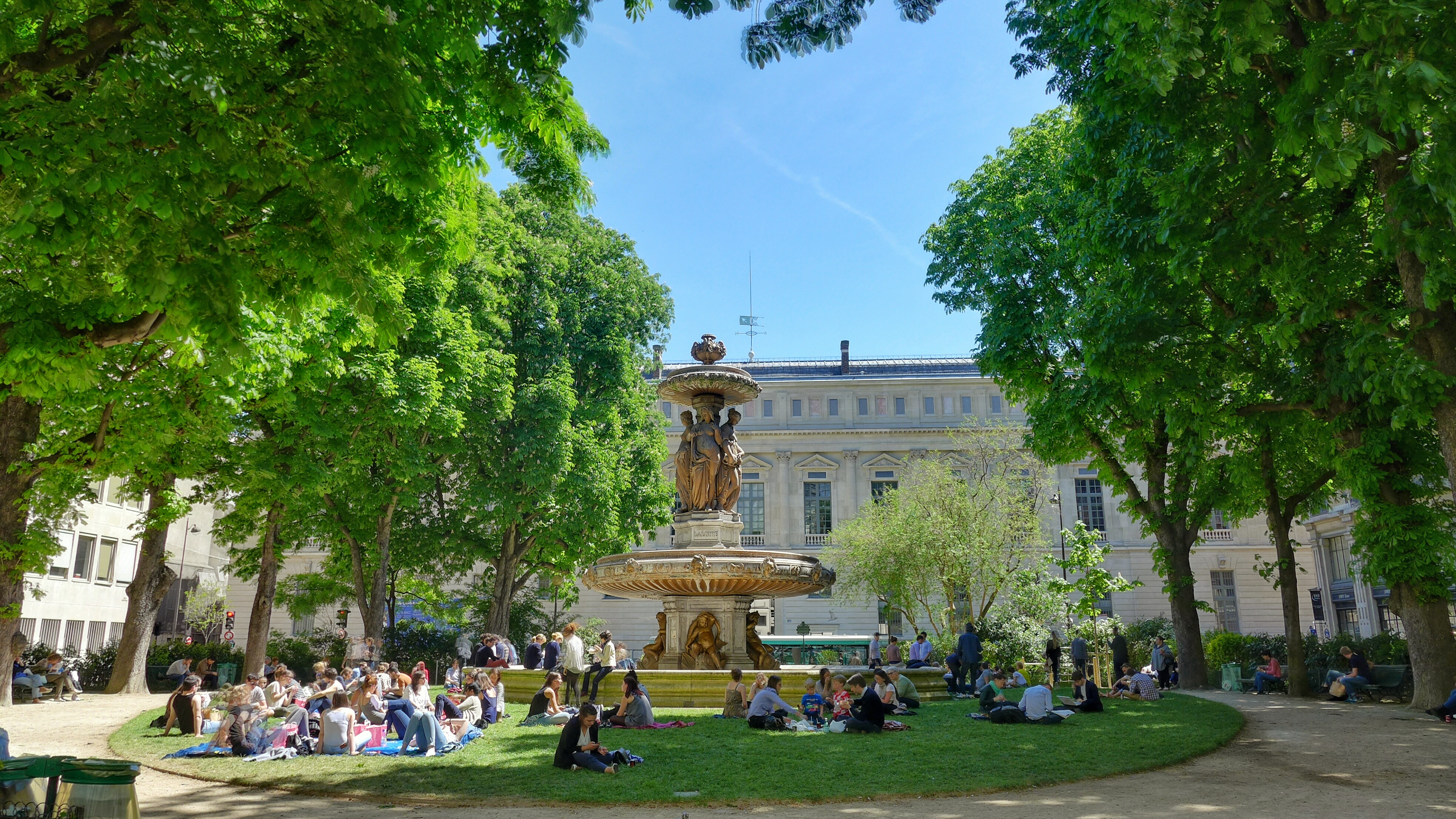
Square Louvois, 2e arrondissement de Paris.

Outre la commune de Louvois dont il avait pris le titre de marquis, le nom de Louvois a été donné à de nombreuses infrastructures à travers toute la France, en rappel de son rôle de ministre de la Guerre : 
- voies (rues, avenues, boulevards) principalement dans des villes de garnison (exemples : Nancy, Toulon) ;
- immeubles ayant eu (ou ayant toujours) une vocation militaire : casernes, cercles militaires, et même un Fort Louvois en Charente-Maritime ;
- un square Louvois, à Paris, dans le 2e arrondissement ;
- un quartier entier de la commune de Vélizy-Villacoublay (Yvelines) porte le nom de Louvois. Ce dernier, en effet, avait acquis en 1679 la seigneurie de Villacoublay, voisine de son château de Meudon et du domaine familial de Chaville.

Dans le cadre du projet de modernisation du Service Public, le ministère de la Défense de la République française a choisi Louvois comme nom pour le logiciel de gestion des soldes.

## Voir aussi

Pavillon royal de France, arboré en présence du roi (1638 - 1790).

### Sources
Les Archives de la guerre (Services historique de l'armée de terre, château de Vincennes) contiennent la plus grande part des documents relatif au « Département de M. de Louvois » :
- les collections d'ordonnances, parmi lesquelles la plus accessible est la Collection Campet de Saujon, ordonnances et textes réglementaires ;
- La correspondance, série A¹ : minutes, expéditions, lettres reçues, environ 250 volumes. Les minutes n'ont encore été que partiellement dépouillées à cause de la difficulté de lecture : nombreuses ratures, annotations qui témoignent de l'intensité du travail effectué par Louvois. Dans cette série se trouvent des documents relatifs : au secrétariat d'État de la guerre, aux provinces administrées par Louvois, à la surintendance des postes (vue par Eugène Vaillé), à la surintendance des bâtiments, arts et manufactures.

Des documents intéressant Louvois se trouvent dans divers dépôts d'archives : les Archives nationales de France, la Bibliothèque nationale de France, les Archives Doudeauville au château de Bonnétable (Sarthe), histoire de la Famille Le Tellier de Louvois.
Autres ouvrages
- Gatien de Courtilz de Sandras. La Vie de Jean-Baptiste Colbert Ministre d'Etat sous Louys XIV Roy de France et Testament du marquis de Louvois, Cologne, 1695.
- Louis André (historien). Michel Le Tellier et Louvois, Paris, Colin, 1942 (ouvrage pour lequel il reçoit le grand prix Gobert en 1943).